# Dickie Stoop
James Richard ''Dickie'' Stoop (Uckfield, 30 juli 1920 - Croft-on-Tees, 19 mei 1968) was een Britse autocoureur en piloot bij de Royal Air Force.

## Carrière
Stoop was een piloot bij de Royal Air Force tijdens de Slag om Engeland in de Tweede Wereldoorlog. Als vluchtluitenant diende hij onder later mede-autocoureur in onder andere de Formule 1, Tony Gaze. Hij was gestationeerd in Westhampnett, een gebied waar tegenwoordig het Goodwood Circuit ligt. Hij werkte mee aan Operatie Overlord, de landing van de geallieerden in Normandië in juni 1944. Na het einde van de oorlog bleef Stoop jarenlang als squadronleider bij de RAF.
Stoop was naast het zijn van een piloot jarenlang een autocoureur van aanzien. Zijn eerste officiële race was het ondersteunende Formule 3-evenement op de Daily Express Silverstone in 1948, toen hij zijn GS1 naar de achtste plaats reed. Hij verwierf Charlie Smith's CFS-auto voor 1950 en eindigde als tweede in een voorronde in Brough in april en als vierde in Goodwood in mei. In de volgende 20 jaar voerde hij campagne voor vele soorten auto's, maar bleef hij trouw voor het grootste deel van zijn racecarrière aan het automerk Frazer-Nash. Hij nam maar liefst 10 keer deel aan Le Mans: in 1950 werd hij 9e algemeen en won de 2 liter klasse, in 1951 werd hij 19e en in 1955 werd hij 10e. In 1958 reed hij het werkruimteframe AC naar de 8e plaats en won opnieuw zijn klasse. Hij nam ook deel aan langeafstandsraces in Spa, Rouen, Montlhéry en elders, en werd in 1964 3e algemeen in de Rand 3 hours.
Hij presteerde veelvuldig in clubraces, niet alleen in Frazer-Nashes maar ook in Triumphs, Healeys, een D-type Jaguar en een Lotus 11. Hij reed eind jaren 50 ook in een Formule 2 Cooper en na het einde  van Frazer-Nash droeg hij zijn loyaliteit over aan Porsche. Zijn opeenvolgende Type 356 Carreras, geregistreerd als YOU 4 en 5 HOT, leverden hem een aantal overwinningen op; hij was medewinnaar van het Autosportkampioenschap 1959 met zijn Sebring Frazer-Nash, won het jaar daarop de 3 uur van Snetterton in YOU 4 na een gevecht met Chris Summers' Elite, won zijn klasse in 1961 en won toen de 2-liter divisie van het kampioenschap in 1962 en 1963. Ook reed hij een race mee op Oulton Park als onderdeel van het British Saloon Car Championship van 1960 waar hij in zijn 1600cc Porsche Carrera op de tweede plek eindigde. Hij reed ook een paar races met een RS60 Porsche Spyder, en in 1964 reed hij een 904. Meer recentelijk had hij zich toegelegd op de productie van sportwagens in clubs met zijn zilveren 911S Porsche, ook geregistreerd als YOU 4; deze auto was een frequente klassewinnaar.
Stoop was pas 47 toen hij op 19 mei 1968 tijdens een clubrace op Croft Circuit een fatale hartaanval achter het stuur kreeg.